# Teinogenys annectens
Teinogenys annectens är en skalbaggsart som beskrevs av Phillip B. Carne 1957. Teinogenys annectens ingår i släktet Teinogenys och familjen Dynastidae. Inga underarter finns listade i Catalogue of Life.